# Anne McClain
Anne Charlotte McClain (Spokane, 7 de junho de 1979) é uma engenheira, oficial militar e astronauta norte-americana. McClain nasceu e foi criada em Spokane, Washington e sempre quis ser astronauta desde criança. Em 2002, formou-se em engenharia mecânica na Academia Militar dos Estados Unidos, em West Point. Depois estudou na Universidade de Bath, onde fez mestrado em engenharia aeroespacial em 2004, e na Universidade de Bristol, onde fez outro mestrado em segurança internacional em 2005. Ambos os mestrados foram concluídos por meio de uma Bolsa Marshall.
Ávida jogadora de rugby, jogou em um nível competitivo na  Women's Premiership – o nível mais alto do esporte na Inglaterra – e na equipe nacional feminina de rugby dos Estados Unidos, conhecida como Women's Eagles. Enquanto seus compromissos com o Exército dos EUA frustraram sua carreira internacional no rugby e impediram sua participação na Copa do Mundo de Rugby Feminino de 2006, ela credita ao esporte  o seu sucesso em se tornar um astronauta. McClain disse que o treino de rugby foi bem útil quando treinava com um traje espacial numa piscina de flutuabilidade neutra.

## Carreira
McClain qualificou-se como piloto de helicóptero Bell OH-58 Kiowa Warrior onde voou por 1600 horas e 216 missões de combate durante uma missão de 15 meses como parte da Operação Liberdade do Iraque  e também serviu como oficial de inteligência do esquadrão. Em junho de 2013, formou-se na prestigiosa Escola de Piloto de Teste Naval dos Estados Unidos. No total, ela realizou 2,000 horas em vários tipos de aeronaves, incluindo o Kiowa Warrior, o Beechcraft C-12 Huron, o Sikorsky UH-60 Clack Hawk e o Eurocopter UH-72 Lakota.

### NASA

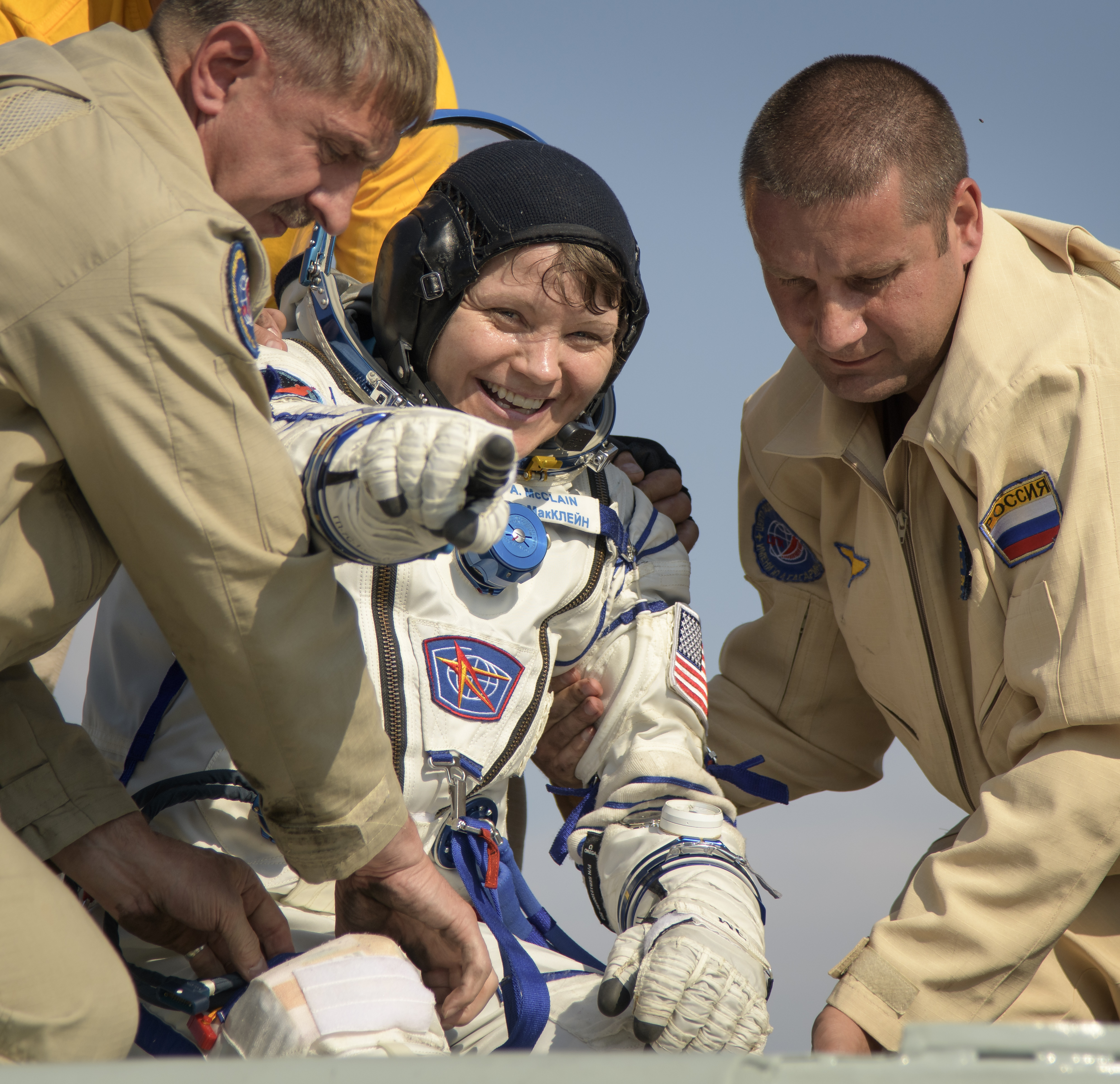
Anne McClain após seu primeiro pouso.

Em junho de 2013, no mesmo mês de sua formatura como piloto de teste, McClain foi selecionada pela NASA como parte do Grupo 21, tornando-se a astronauta mais jovem na lista da NASA. Ela completou o treino em julho de 2015, ficando disponível para missões futuras.

#### Expedições 58 e 59
McClain foi lançada ao espaço a bordo da nave russa Soyuz MS-11 para a Estação Espacial Internacional as 06:32 ET do dia 3 de dezembro de 2018, desde o Cosmódromo de Baikonur, Cazaquistão. Ela foi a engenheira de voo para a Expedição 58/59, onde substituiu sua colega Serena Auñón-Chancellor, que havia sido lançada para a Expedição 56/57 devido a uma mudança de tripulação. McClain foi lançada junta do astronauta canadense David Saint-Jacques e o cosmonauta Oleg Kononenko. O lançamento estava originalmente marcado para o dia 20 de dezembro de 2018, mas foi reprogramado após a falha da Soyuz MS-10 para 11 de outubro.
Em 22 de março de 2019, McClain e Nick Hague realizaram sua primeira caminhada espacial para instalar placas adaptadores enquanto o Dextre tinha as baterias trocadas entre as EVAs. A atividade extraveicular durou 6 horas e 39 minutos. Eles também removeram detritos do módulo Unity em preparação para a chegada da  Cygnus NG-11 em abril, arrumaram ferramentas para a reparação do acoplador rotativo de mangueira flexível e arrumaram as cordas nas caixas de proteção térmica.
McClain deveria realizar uma segunda AEV dia 29 de março, com Christina Koch, o que deveria ser a primeira caminhada espacial completamente feminina, mas problemas com o tamanho dos trajes fizeram com que essa atividade ficasse com Hague e Koch. McClain conduziu uma segunda AEV com Saint-Jacques no dia 8 de abril, passando cerca de 6:30 horas no vácuo.

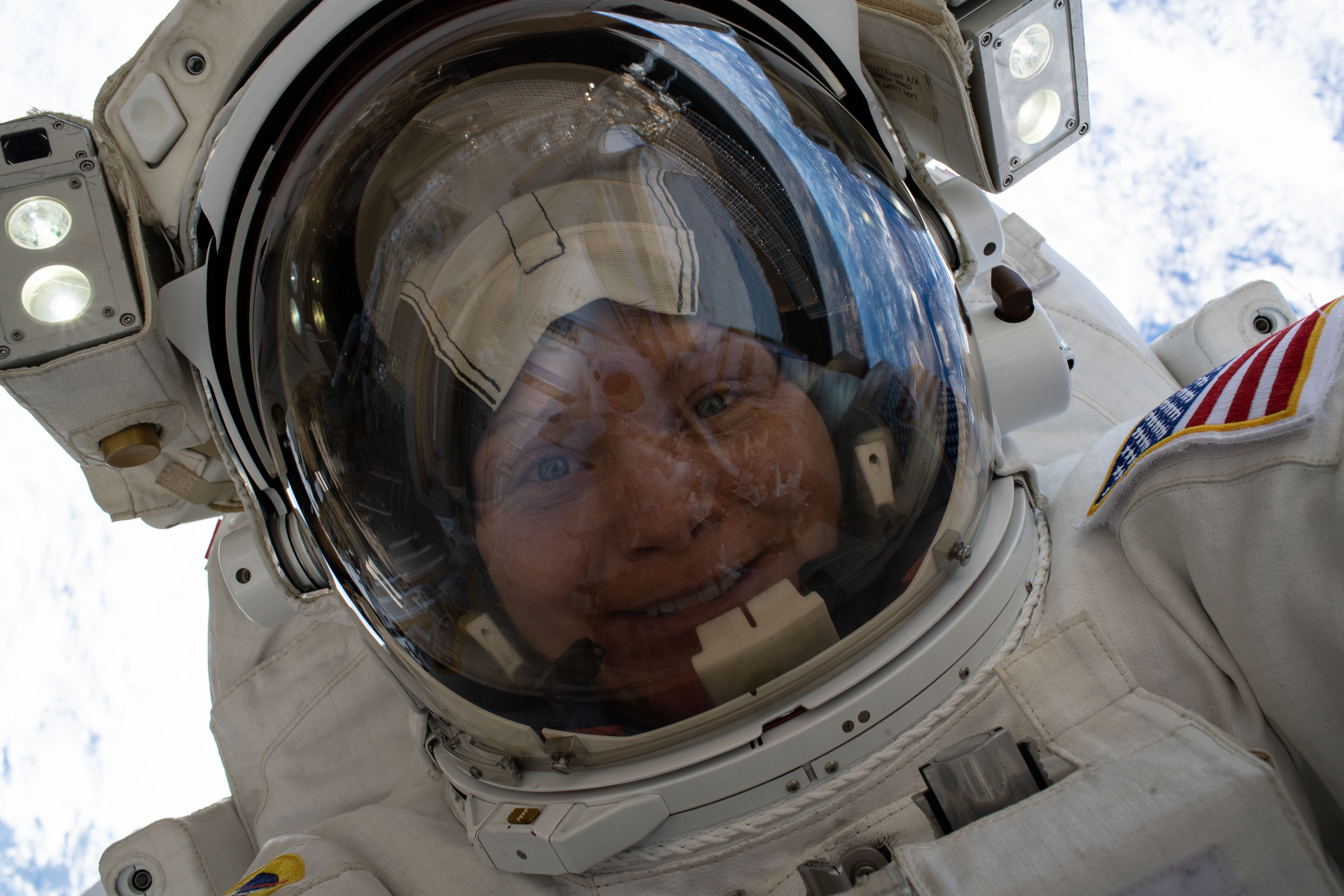
McClain tira uma selfie durante sua primeira caminhada espacial, AEV 1 da Expedição 59 EVA 1, dia 22 de março de 2019.

Após a missão, depois de 203 dias em órbita, retornou à Terra em 25 de junho de 2019 a bordo da Soyuz MS-11 .

## Condecorações
McClain recebeu a Estrela de Bronze, a Medalha do Ar com Valor, duas Medalhas Aéreas adicionais, duas Medalhas de Comenda do Exército, duas Medalhas de Realização do Exército, a Medalha da Campanha do Iraque com duas estrelas de serviço, a Medalha do Serviço Global de Combate ao Terrorismo e três fitas de serviços no exterior.

## Vida pessoal
McClain foi casada com Summer Worden, em 2014, e foi madrasta do filho desta. Em agosto de 2017, ela levou a criança para a sessão oficial de fotografias da NASA, mas as imagens nas quais a criança aparecia foram removidas da lista de fotografias oficiais da NASA após reclamação de Worden. Contudo, imagens da criança ainda aparecem em alguns sites.
Em 24 de agosto de 2019, McClain foi acusada por Worden, através do Federal Trade Commission, de ilegalmente aceder a informações financeiras enquanto estava na Estação Espacial Internacional. Essa acusação "expôs" McClain como mulher homossexual, tornando-a a primeira astronauta abertamente homossexual.